# Lucas Brochero
Lucas Emanuel Brochero (La Para, 23 gennaio 1998) è un calciatore argentino, attaccante del Chacarita Juniors in prestito dal Boca Juniors.

## Caratteristiche tecniche
È un'ala destra.

## Carriera
Cresciuto nel settore giovanile del Boca Juniors, nel 2020 viene ceduto in prestito al Central Córdoba (SdE) con cui debutta fra i professionisti il 29 novembre in occasione dell'incontro di Copa Diego Armando Maradona vinto 3-2 contro il Defensa y Justicia.

## Statistiche

### Presenze e reti nei club
Statistiche aggiornate al 31 luglio 2021.
| Stagione        | Squadra               | Campionato      | Campionato | Campionato | Coppe nazionali | Coppe nazionali | Coppe nazionali | Coppe continentali | Coppe continentali | Coppe continentali | Altre coppe | Altre coppe | Altre coppe | Totale | Totale |
| Stagione        | Squadra               | Comp            | Pres       | Reti       | Comp            | Pres            | Reti            | Comp               | Pres               | Reti               | Comp        | Pres        | Reti        | Pres   | Reti   |
| --------------- | --------------------- | --------------- | ---------- | ---------- | --------------- | --------------- | --------------- | ------------------ | ------------------ | ------------------ | ----------- | ----------- | ----------- | ------ | ------ |
| 2020            | Central Córdoba (SdE) |                 | -          | -          | CdL             | 4               | 0               |                    | -                  | -                  |             | -           | -           | 4      | 0      |
| 2021            | Central Córdoba (SdE) | PD              | 4          | 0          | CA+CdL          | 0+10            | 0+1             |                    | -                  | -                  |             | -           | -           | 14     | 1      |
| Totale carriera | Totale carriera       | Totale carriera | 4          | 0          |                 | 14              | 1               |                    | -                  | -                  |             | -           | -           | 18     | 1      |